# بيتر شانون
بيتر شانون (بالإنجليزية: Peter Shannon)‏ هو محامي ودبلوماسي أسترالي، ولد في 1949 في ملبورن في أستراليا.